# Elliptic Curve Integrated Encryption Scheme
Das Elliptic Curve Integrated Encryption Scheme (ECIES) ist ein hybrides Verschlüsselungsverfahren, dem elliptische Kurven zugrunde liegen. Als Hybridverfahren kombiniert es ein asymmetrisches Verfahren, das zum Versenden eines symmetrischen Schlüssels benutzt wird, mit einem symmetrischen Verschlüsselungsverfahren, das mit diesem symmetrischen Schlüssel die Nachricht verschlüsselt. ECIES ist im Random-Oracle-Modell sicher gegen Chosen-Ciphertext-Angriffe.

## Einrichtung des Schemas
Folgende Hilfsmittel werden benötigt:
- KDF (Key Derivation Function): eine kryptographische Hashfunktion, die Schlüssel beliebiger Länge erzeugen kann
- MAC (Message Authentication Code)
- Ein symmetrisches Verschlüsselungsverfahren mit Verschlüsselungsalgorithmus {\displaystyle E} und Entschlüsselungsalgorithmus {\displaystyle D}

## Systemparameter
- {\displaystyle \mathbb {F} _{p}}, {\displaystyle p} Primzahl
- Elliptische Kurve E: {\displaystyle Y^{2}=X^{3}+aX+b} über dem Körper {\displaystyle \mathbb {F} _{p}}
- {\displaystyle P\in E(\mathbb {F} _{p})} mit {\displaystyle ord(P)=n} prim
- {\displaystyle h={\frac {\mid E(\mathbb {F} _{p})\mid }{n}}}

## Schlüsselerzeugung
Ein Teilnehmer {\displaystyle A} wählt einen geheimen Schlüssel {\displaystyle d_{A}\in \{1,...,n-1\}} zufällig und berechnet daraus seinen öffentlichen Schlüssel {\displaystyle EK_{A}=d_{A}P}.

## Verschlüsselung
Um eine Nachricht {\displaystyle m\in \{0,1\}^{*}} mit einem öffentlichen Schlüssel {\displaystyle EK_{A}} zu verschlüsseln, wird ein Diffie-Hellman-Schlüsselaustausch in einer elliptischen Kurve mit einem symmetrischen Verfahren kombiniert.
1. Wähle eine Zufallszahl {\displaystyle k\in \{1,...,n-1\}}
2. Berechne {\displaystyle R=kP} und {\displaystyle Z=hk\cdot EK_{A}}
3. Bestimme die symmetrischen Schlüssel {\displaystyle k_{1}||k_{2}=KDF(Z_{x})}. {\displaystyle Z_{x}} ist die x-Koordinate von {\displaystyle Z}
4. Berechne {\displaystyle C=E_{k_{1}}(m)} und {\displaystyle T=MAC_{k_{2}}(C)}
5. Sende {\displaystyle (R,C,T)}

## Entschlüsselung
Um ein Chiffrat {\displaystyle (R,C,T)} mit einem geheimen Schlüssel {\displaystyle d_{A}} zu entschlüsseln, werden die folgenden Schritte durchgeführt.
1. Berechne {\displaystyle Z=hd_{A}R}
2. Bestimme die beiden Schlüssel {\displaystyle k_{1}||k_{2}=KDF(Z_{x})}
3. Prüfe ob {\displaystyle T=MAC_{k_{2}}(C)} ist
4. Erhalte {\displaystyle m=D_{k_{1}}(C)}

## Fazit
ECIES arbeitet korrekt, wenn {\displaystyle Z} korrekt berechnet wird. Da {\displaystyle hd_{A}R=hk\cdot EK_{A}=hd_{A}kP} ist, ist dies validiert.